# Moreno (kommun)
Moreno är en kommun i Brasilien.   Den ligger i delstaten Pernambuco, i den östra delen av landet, 1 600 km nordost om huvudstaden Brasília. Antalet invånare är 56 767.
Följande samhällen finns i Moreno:
- Moreno

Omgivningarna runt Moreno är en mosaik av jordbruksmark och naturlig växtlighet. Runt Moreno är det tätbefolkat, med 550 invånare per kvadratkilometer.